# Rohan (Ukraine)
Rohan (ukrainisch Рогань; russisch Рогань Rogan) ist eine Siedlung städtischen Typs in der ukrainischen Oblast Charkiw mit etwa 3400 Einwohnern (2018).

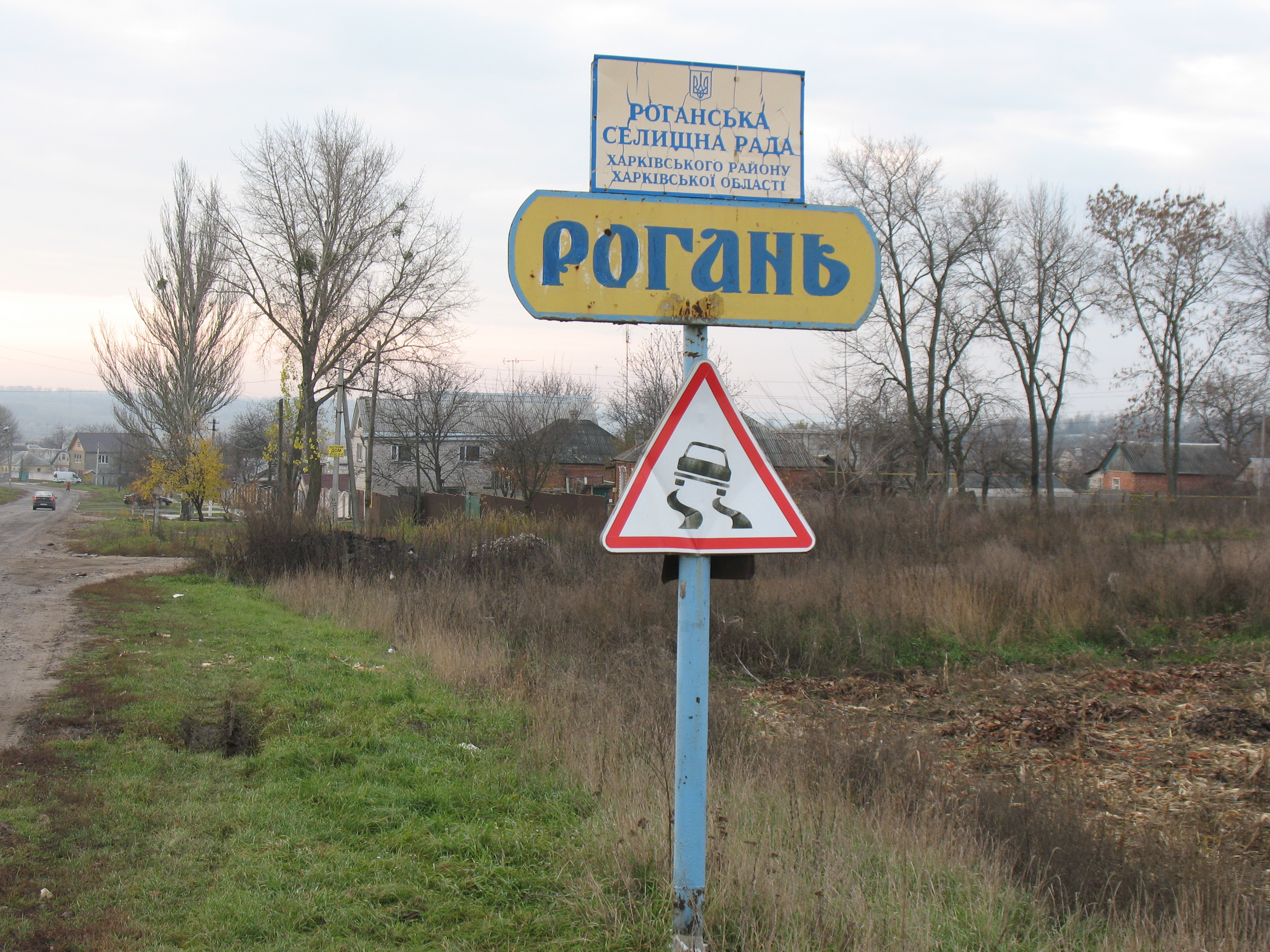
Ortseingang

Die 1650 gegründete Ortschaft erhielt 1938 den Status einer Siedlung städtischen Typs und ist das administrative Zentrum der gleichnamigen Siedlungsratsgemeinde innerhalb des Rajon Charkiw.
Rohan liegt am Ufer der Rohanka (Роганка), einem 31 km langen, linken Nebenfluss des Udy, und an der Fernstraße M 03/E 40 7 km östlich von Charkiw.

## Verwaltungsgliederung
Am 24. Juni 2016 wurde die Siedlung zum Zentrum der neugegründeten Siedlungsgemeinde Rohan (Роганська селищна громада/Rohanska selyschtschna hromada). Zu dieser zählen auch die 5 in der untenstehenden Tabelle aufgelisteten Dörfer sowie die Ansiedlung Dokutschajewske, bis dahin bildete sie zusammen mit der Ansiedlung Dokutschajewske die gleichnamige Siedlungratsgemeinde Rohan (Роганська селищна рада/Rohanska selyschtschna rada) im Südosten des Rajons Charkiw.
Folgende Orte sind neben dem Hauptort Rohan Teil der Gemeinde:
| Name                     | Name         | Name                             |
| ukrainisch transkribiert | ukrainisch   | russisch                         |
| ------------------------ | ------------ | -------------------------------- |
| Borowe                   | Борове       | Боровое (Borowoje)               |
| Chroly                   | Хроли        | Хролы                            |
| Dokutschajewske          | Докучаєвське | Докучаевское (Dokutschajewskoje) |
| Leljuky                  | Лелюки       | Лелюки (Leljuki)                 |
| Lohatschiwka             | Логачівка    | Логачёвка (Logatschowka)         |
| Ponomarenky              | Пономаренки  | Пономаренки (Ponomarenki)        |